# Cathéméral
Un organisme cathéméral a des périodes d'activité sporadiques et qui paraissent aléatoires (mais potentiellement liées aux cycles saisonniers et lunaires, et d'abondance de la nourriture), autant le jour que la nuit, durant lesquelles il cherche de la nourriture, socialise avec d'autres groupes d'organismes et effectue toute autre activité nécessaire à sa subsistance.

## Histoire du concept
De nombreux animaux ont un comportement qui ne cadre pas avec les définitions traditionnelles de comportement diurne, nocturne ou crépusculaire, en raison de facteurs qui comprennent la disponibilité en aliments, la pression de prédation et la variabilité de la température ambiante. 

### Chez les primates
Historiquement, les profils d'activité des primates étaient catégorisés soit comme diurnes, soit comme nocturnes. 
Le cycle cathéméral constitue un profil intermédiaire, décrit pour la première fois par Ian Tattersall en 1979, à propos des lémurs fauves et précisé en 1987.
De nombreuses espèces, notamment chez les primates, peuvent être classées comme cathémérales, en particulier chez les lémuriens.

## Hypothèses pouvant expliquer l'origine de la cathéméralité
Ces hypothèses demandent encore à être étayées, car les observations d'animaux cathéméraux et très mobiles sur un cycle jour/nuit complet sont difficiles. Certaines espèces peuvent être plus facilement "suivies" par leurs vocalises, qui ont permis d'identifier un rythme à la fois diurne et nocturne, quotidien et saisonnier. Pour expliquer cette activité à la fois diurne et nocturne, les scientifiques explorent notamment les pistes suivantes :
- Adaptation comportementale limitant le risque de prédation, notamment de nuit par pleine lune. Des chercheurs ont pu étudier les rythmes circadiens et le comportement d'Eulemur fulvus rufus de mars à juin 1996, période de transition entre la saison sèche et la saison humide, dans la forêt de Kirindy (ouest de Madagascar), y compris lors d'une éclipse de lune[7]. Ils ont observé que les distances parcourues de nuit étaient nettement plus grande lors des nuits de pleine lune. Mais lors de l'éclipse qui s'est produite au cours d'une nuit de pleine lune, les lémuriens ont cessé toute activité, ce qui laisse penser que le niveau d'intensité de la lumière solaire réverbérée par la Lune vers la Terre a une importance pour ces animaux, pourtant réputés très bien voir la nuit[7].

- Adaptation aux ressources alimentaires [8]. par exemple la quête nocturne de nourriture peut être plus longue lors des nuits plus longues et plus froides de la saison sèche.